# Due occhi per non vedere
Due occhi per non vedere è un film del 1939 diretto da Gennaro Righelli.

## Trama
Benedetta e Vito sono sposati ma lei sospetta che il marito la tradisca. Finge quindi di aver perso la vita per metterlo poi alla prova ma l'uomo scopre il trucco. Dopo una serie di piccoli liti tra i due torna la pace.